# Rheotanytarsus buculicaudus
Rheotanytarsus buculicaudus är en tvåvingeart som beskrevs av Kyerematen, Saether och Andersen 2000. Rheotanytarsus buculicaudus ingår i släktet Rheotanytarsus och familjen fjädermyggor.
Artens utbredningsområde är Ghana. Inga underarter finns listade i Catalogue of Life.